# 東京銀座7丁目 HEART BEAT CLUB
東京銀座7丁目 HEART BEAT CLUB（とうきょうぎんざななちょうめハートビートクラブ）は、1990年10月8日から1992年10月2日までHBCラジオ（北海道放送）で放送されていたラジオ番組。
最後の6か月間は小室香奈子（現・大谷香奈子）の単独パーソナリティの番組となったため、「小室香奈子のHEART BEAT CLUB」（こむろかなこのハートビートクラブ）として放送されていた。本項ではこの両者について説明。

## 概要
当時東京・銀座の北海道放送東京支社にあったラジオスタジオから生放送されていた番組であり、はがき、FAXの受付も東京支社で行っていた。東京のスポット、映画、グルメ、ファッション、音楽、生活など様々な情報を発信する、情報番組の面も持ち合わせていた。本番組は新たに導入されたデジタル中継回線を使用し、ホリプロに協力を依頼して制作された。スタート当初は、スイマーズ、池田貴族（当時remote）と、この年（1990年）まで放送されていた『三宅裕司のいかすバンド天国』で注目を集めたバンドが（審査員も含めれば吉田建も）パーソナリティを務めたのも特徴的だった。なお、タイトルの「HEART BEAT CLUB」の頭文字をとったら「HBC」となり、1990年10月版のHBCラジオ番組表においては「HBC」の3文字が大きく目立つようなタイトル表記となっていた。
放送時間は最初月曜から金曜までの1時間だったが、その後金曜のみ40分→月曜から金曜までの30分→月曜から金曜までの20分と改編ごとに変わっている。その中で、小室香奈子（大谷香奈子）だけが2年間通して当番組のパーソナリティを務めていた。

## 放送時間
- 月曜日 - 金曜日 20:20 - 21:20 （1990年10月 - 1991年3月　ナイターオフ枠）
- 金曜日 24:00 - 24:40 （1991年4月 - 1991年9月）
- 月曜日 - 金曜日 22:30 - 23:00 （1991年10月 - 1992年3月）
- 月曜日 - 金曜日 23:30 - 23:50 （1992年4月 - 1992年10月）

## パーソナリティ

### 1990年10月 - 1991年3月
（カッコ内は、各曜日で扱っていた情報の内容）
- 月曜日：スイマーズ （インディーズ・ロック情報[1]）
- 火曜日：池田貴族（remote）、倉田丈（フリープロデューサー） （ディスコ・遊び場情報[1]）
- 水曜日：小室香奈子、椎名桂子 （映画・グルメ・ファッション情報[1]）
- 木曜日：吉田建、森田由美（作詞家） （東京音楽最前線[1]）
- 金曜日：詩子、マドモアゼルTOKI（占い師・作詞家）、文月いつろう （東京生活情報[1]）

### 1991年4月 - 1991年9月
- 金曜日：マドモアゼルTOKI、小室香奈子

### 1991年10月 - 1992年3月
- 月曜日：ダンカン
- 火曜日：千葉美加
- 水曜日：武田真治
- 木曜日：小室香奈子
- 金曜日：春風亭勢朝

### 1992年4月 - 1992年10月
- 月曜日 - 木曜日：小室香奈子
- 金曜日：小室香奈子、武田真治